# Eptatretus laurahubbsae
Eptatretus laurahubbsae  – gatunek bezszczękowca z rodziny śluzicowatych (Myxinidae). 

## Zasięg występowania
Południowo-zachodni Pacyfik w okolicach Chile.

## Cechy morfologiczne
Osiąga 37,5 cm długości.

## Biologia i ekologia
Występuje na głębokości ok. 2400 m.